# U-Bahn-Station Erlaaer Straße
Erlaaer Straße is een metrostation in het district Liesing van de Oostenrijkse hoofdstad Wenen. Het station werd geopend op 27 september 1980 en wordt bediend door lijn U6

## Geschiedenis
Op 26 januari 1968 werd besloten om een metronet aan te leggen de nadere uitwerking van het metronet, de netzvariante M uit 1970 kende ten zuiden van Meidling een vertakking van de U6. De westtak (U6B), die de toen nieuwe woonwijken in het zuidwesten op de metro moest aansluiten, zou van de  Philadelphiabrücke langs de nieuwe woonwijken naar Siebenhirten lopen.

## Sneltram
De bouw van de metro begon in 1969 met de aanleg van de nieuwe U1 en de ombouw van trajecten van de Stadtbahn en van een tramtunnel in het centrum. Voor de woonwijken in het zuidwesten werd een sneltram op vrije baan aangelegd die ten zuiden van de Philadelphiabrücke het voor de U6B gereserveerde traject gebruikte. De vrije baan lag voor het grootste deel op maaiveld niveau en kende verschillende overwegen. De sneltramdienst, lijn 64 reed aanvankelijk tussen Westbahnhof en de Rößlergasse, de eindlus iets ten zuiden van station Alterlaa, vanaf 27 september 1980 werd doorgereden tot Siebenhirten en daarmee begon ook de reizigersdienst bij Erlaaer Straße.

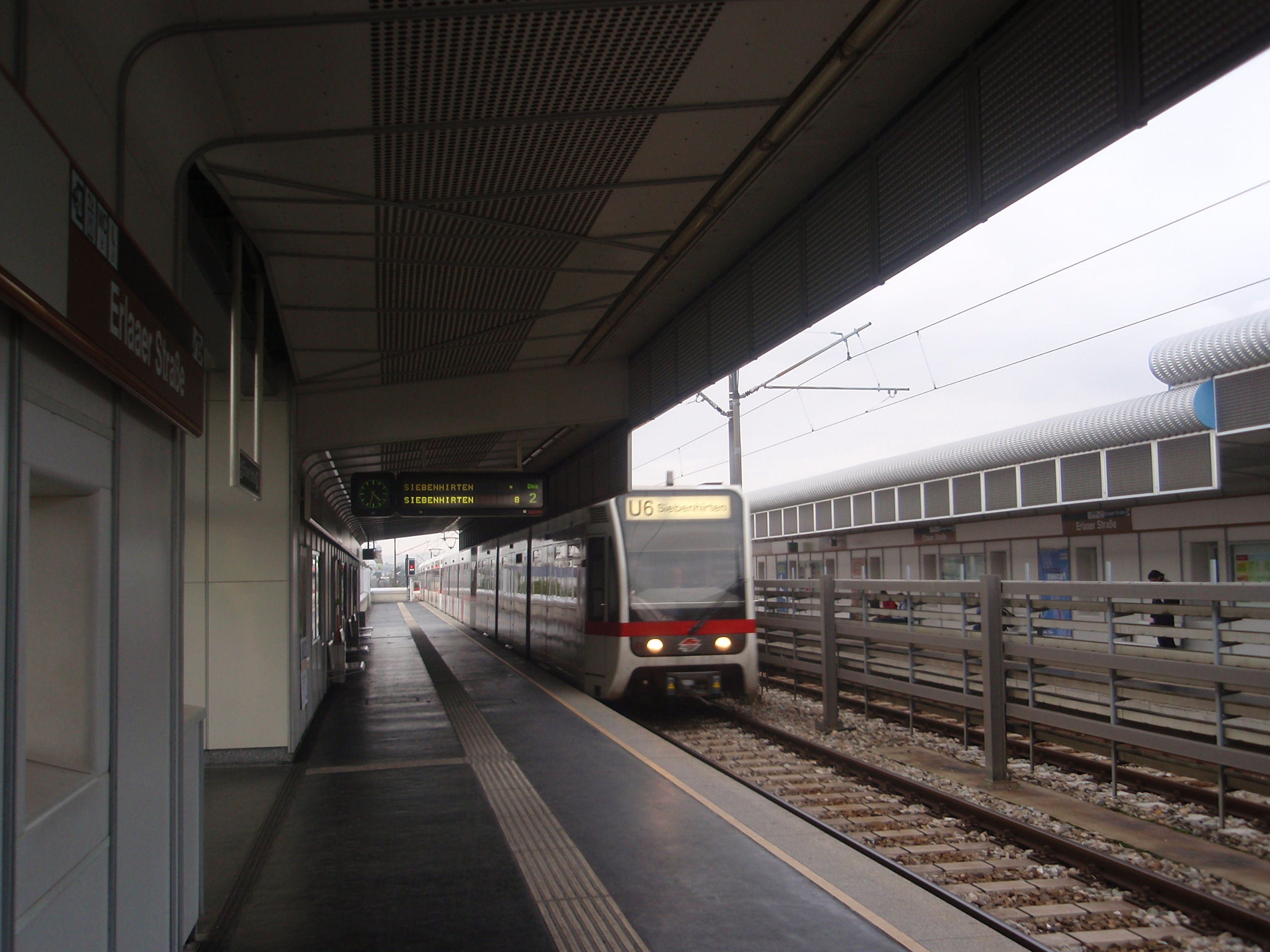
Een metrostel type T opweg naar het zuiden.
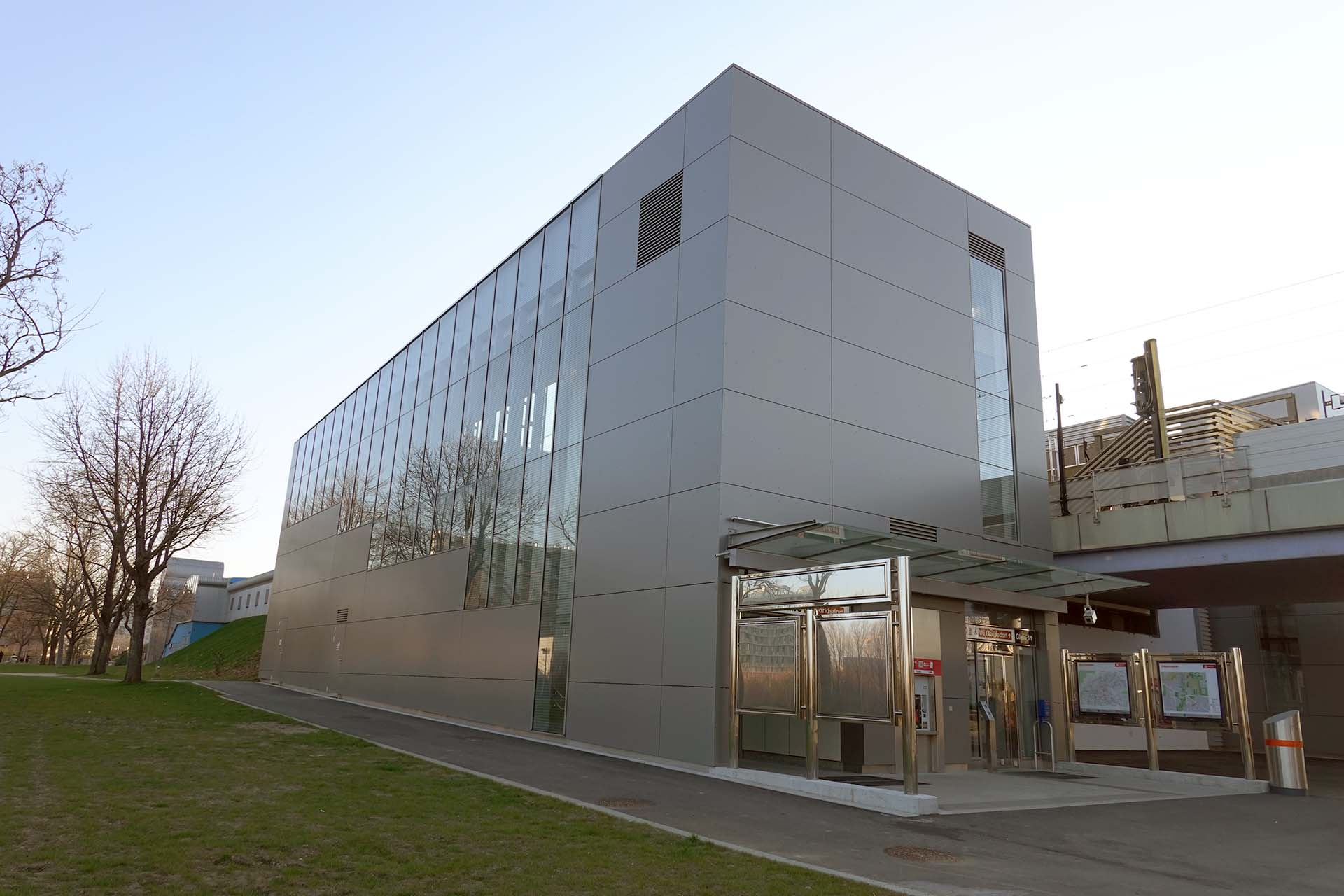
De noordelijke toegang.

## Metro
De ombouw van de sneltramlijn tot metro betekende voor de drie zuidelijkste stations van de lijn, waaronder Erlaaer Straße  nieuwbouw van het station omdat voor de metro gelijkvloerse kruisingen zoals overwegen verwijderd moesten worden. Het nieuwe station werd op een talud gelegd en de sporen liggen aan beide kanten van het station op een viaduct. Het ligt ten oosten van de begraafplaats Erlaa en in het zuidwesten ligt het industrieterrein Liesing.
Het station heeft zijperrons en is gebouwd naar een ontwerp van J.G. Gsteu met de kenmerkende aluminium beplating en liftkokers met een boogdak. De aluminium golfplaten konden gemaakt worden dankzij een nieuwe techniek, in combinatie met blauw getint beton en glas is het station een opvallende verschijning. 
Op 15 april 1995 ging de metrodienst van start, aanvankelijk nog met sneltrams van de Stadtbahn totdat voldoende metromaterieel type T was ingestroomd. Het station had aanvankelijk alleen een toegang aan de zuidkant, in juni 2021 werd ook een toegang aan de noordkant bij In der Wiesen geopend. 